# Winkelspiegel MK.IV

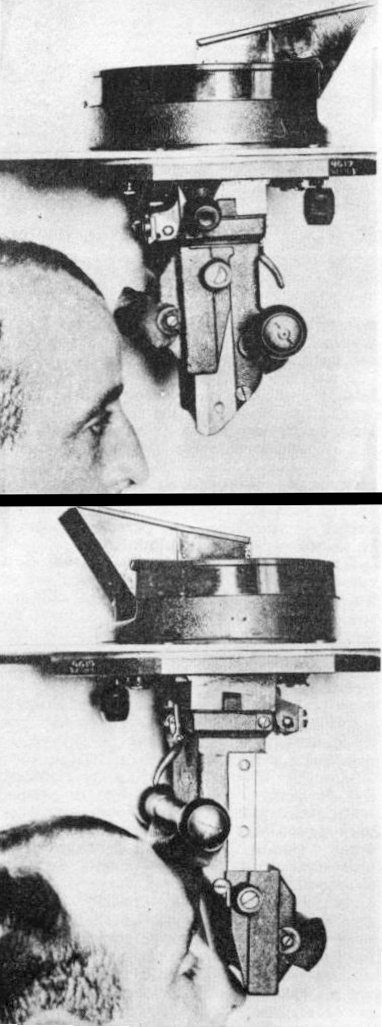
Gundlach-Winkelspiegel
obere Abbildung: Blick in Blickrichtung
untere Abbildung: Blickrichtung umgekehrt

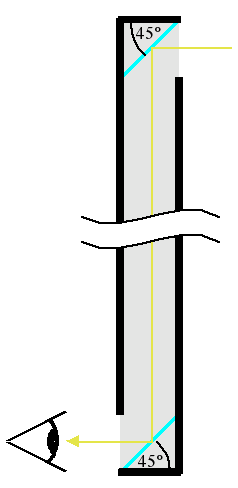
Prinzip

Der Winkelspiegel MK IV ist ein Periskop und ein um 360° drehbarer Beobachtungswinkelspiegel für Kampfpanzer, der in der Zwischenkriegszeit von dem polnischen Ingenieur Rudolf Gundlach entwickelt wurde. Er bietet einem Besatzungsmitglied – in der Regel dem Kommandanten – die Möglichkeit, das Gefechtsfeld zu beobachten, ohne den Panzerschutz verlassen zu müssen.
Der Winkelspiegel ist der Urvater aller modernen Panzerbeobachtungsgeräte. Er wurde spätestens ab 1940 in fast alle Panzer des Zweiten Weltkriegs eingebaut und blieb bis weit nach dem Krieg ein Standardbauteil von Kampfpanzern.

## Entwicklung
Die Panzer des Ersten Weltkrieges verfügten mit Sichtklappen bzw. -schlitzen nur über sehr einfache Möglichkeiten der Gefechtsfeldbeobachtung, die wie beim britischen Mark II und dem deutschen A7V in einem festen, kastenartigen Aufbau oder wie beim französischen Renault FT in einer Kommandantenkuppel untergebracht waren. Die Besatzungsmitglieder, die durch diese Schlitze beobachten mussten, trugen als Splitterschutz zusätzlich schwere Voll- oder Teilgesichtsmasken. Periskope kamen im Ersten Weltkrieg in U-Booten und als Grabenperiskope zum Einsatz, jedoch nicht in Panzern.

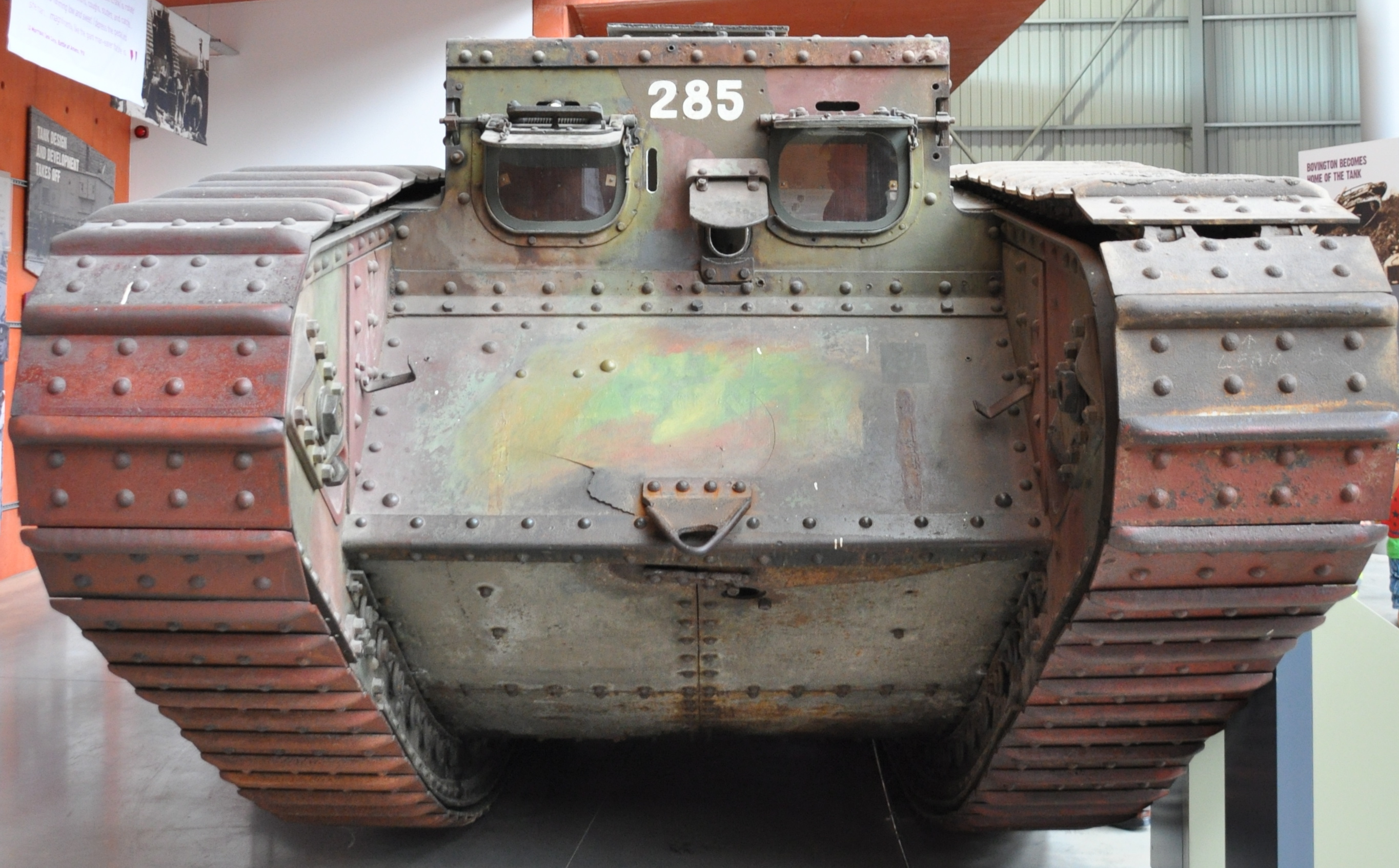
Mark II mit Sichtschlitzen
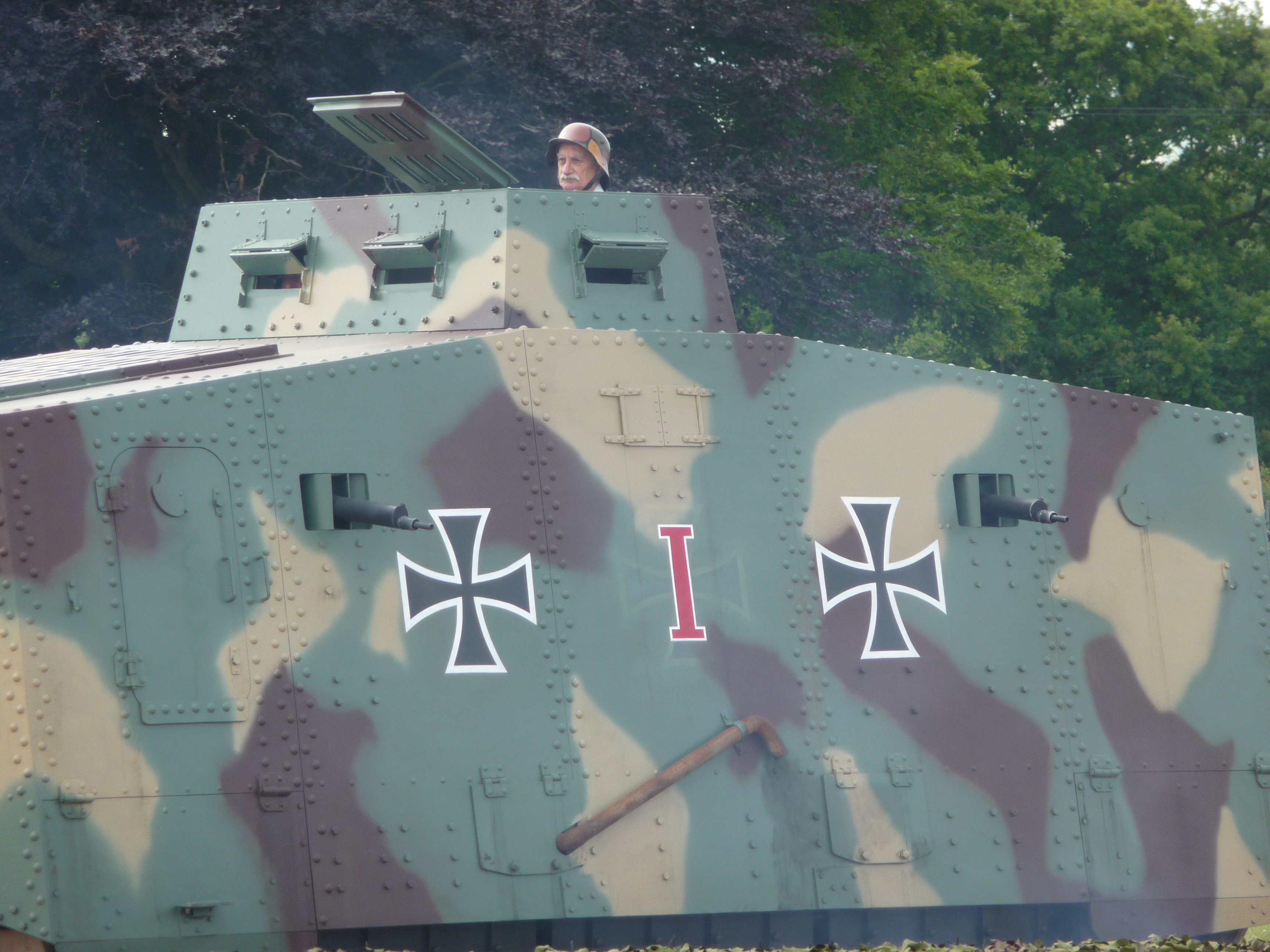
A7V mit Sichtschlitzen
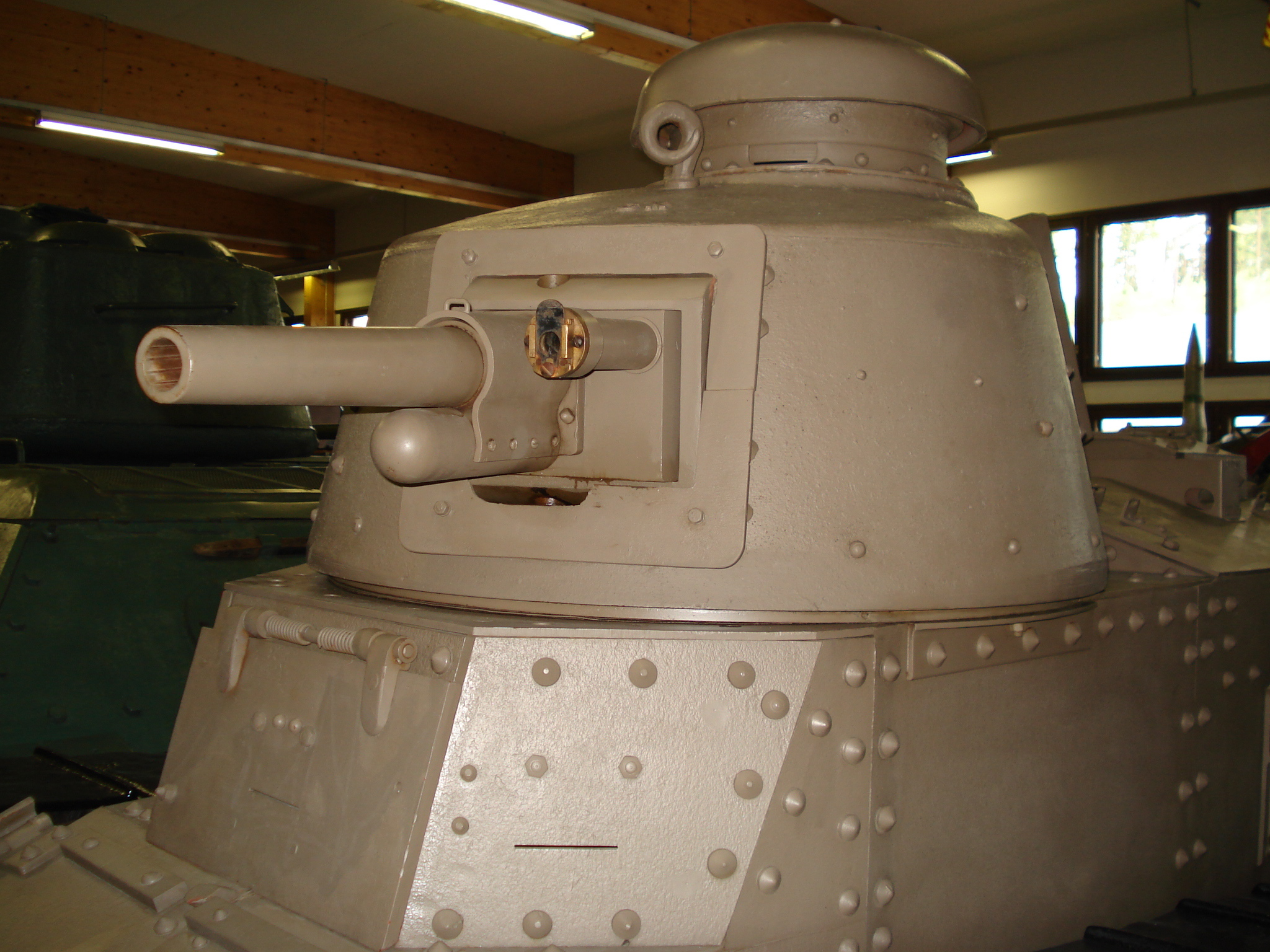
Kommandantenkuppel mit Sichtschlitzen
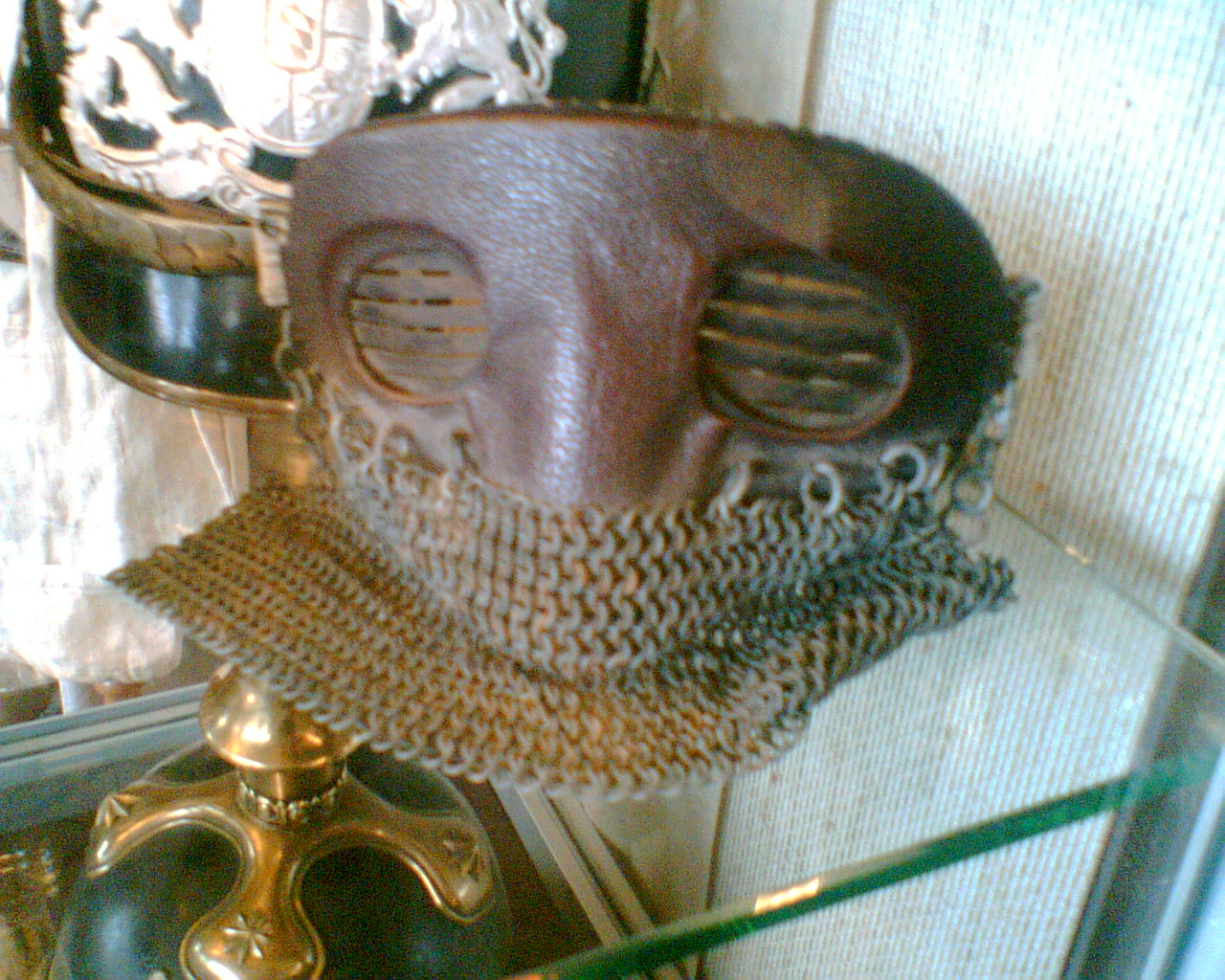
Splitterschutzmaske

Gundlach entwickelte in den 1930er Jahren seinen Winkelspiegel, mit dem dem Panzerkommandanten ein wesentlich größeres Sichtfeld als mit den althergebrachten Sichtschlitzen zur Verfügung stand und er zudem vor Treffern geschützt war.

## Beschreibung
Der Gundlach-Winkelspiegel besteht aus zwei 45°-Winkelprismen, die den Strahlengang zunächst vertikal nach unten und anschließend wieder in die Horizontale umlenken. Er kann mit nur einer Hand ohne Kraftaufwand um seine Stehachse geschwenkt werden und bietet zusätzlich die Möglichkeit, durch Einschalten eines weiteren Prismas in den Strahlengang blitzartig die Beobachtungsrichtung um 180° zu ändern.
Das Außenprisma kann bei Beschädigungen rasch ausgetauscht werden.

## Einsatz
Gundlach entwickelte seinen Winkelspiegel für den polnischen 7TP-Panzer, der ab 1935 gebaut wurde. 1936 erhielt er darauf ein Patent (Gundlach Peryskop obrotowy). Als Teil der polnisch-britischen militärischen Zusammenarbeit vor dem Zweiten Weltkrieg wurde das Patent für einen symbolischen Złoty an Großbritannien verkauft. Dort wurde der Winkelspiegel von Vickers-Armstrong als Vickers-Panzerperiskop MK IV (englisch Vickers Tank Periscope MK.IV) in Serie hergestellt. Alle britischen Panzer des Zweiten Weltkrieges waren mit MK IV-Winkelspiegeln ausgestattet.
Im Rahmen der alliierten Militärzusammenarbeit wurde der Winkelspiegel auch den USA und der Sowjetunion zugänglich gemacht. In der Sowjetunion wurde der Winkelspiegel als Mk-IV oder Mk-4 bezeichnet, in den USA als M6.
Während des Überfalls auf Polen erbeutete die Wehrmacht etliche polnische Panzer, und damit auch G wz. 34-Winkelspiegel. In der Folge wurde der Winkelspiegel nachgebaut und deutsche Panzer damit ausgestattet. Auch die anderen Achsenmächte rüsteten ihre Panzer und Schützenpanzerwagen bis 1941 damit aus bzw. nach.
Die Bezeichnung bei der Panzertruppe der NVA lautete Winkelspiegel WS-4 (spätere Modelle WS-4M).

### Britische Panzer mit MK IV
- Matilda
- Crusader
- Churchill
- Valentine
- Cromwell

### US-amerikanische Panzer mit M6
- M3 Stuart
- M4 Sherman

### Sowjetische Panzer mit Mk-IV
- T-34
- T-54
- T-55
- T-70
- KW-Serie
- IS-Serie

### Deutsche Panzer mit MK.IV
- Pz VI

## Patent-Informationen
Patente zum Panzerperiskop von Rudolf Gundlach:
- Patent  DE661055C: Periskop für gepanzerte Raupenfahrzeuge usw.. Angemeldet am 18. Januar 1936, veröffentlicht am 9. Juni 1938, Erfinder: Rudolf Gundlach.‌
- Patent  FR801142A: Périscope pour véhicules blindés tels que automobiles, auto-chenilles, matériel de chemin de fer ou autres. Veröffentlicht am 28. Juli 1936, Erfinder: Rudolf Gundlach.‌
- Patent  GB452263A: Improvements in and relating to periscope for armoured endless track vehicles, motor cars, railway cars and the like. Veröffentlicht am 19. August 1936, Erfinder: Rudolf Gundlach.‌
- Patent  US2130006A: Periscope for armored vehicles. Veröffentlicht am 13. September 1938, Erfinder: Rudolf Gundlach.‌